# Bataille de l'Eurymédon
Guerres médiques
Batailles
- Ladé
- Marathon
- Thermopyles
- Artémision
- Salamine
- Platées
- Mycale
- Eurymédon

La bataille de l'Eurymédon est un épisode important des guerres médiques qui a eu lieu en 469 ou 466 av. J.-C. et au cours duquel la ligue de Délos, emmenée par les Athéniens et commandée par le stratège Cimon, a vaincu à la fois la flotte et l'armée perses au cours d'une double bataille.

## Prélude
À la suite du rassemblement d'une importante flotte perse à Aspendos, près de l'embouchure de l'Eurymédon, dans le but de lancer une offensive majeure contre les cités grecques de l'Asie mineure égéenne, le stratège athénien Cimon réunit une flotte de 200 trières à Cnide et mit la voile vers la cité de Phaselis, qui refusa tout d'abord de l'accueillir. Il commença par conséquent à ravager les terres environnant cette cité et, après médiation du contingent de Chios de sa flotte, les citoyens de Phaselis acceptèrent de rejoindre la ligue et de fournir des troupes à l'expédition. En s'emparant de Phaselis, qui était la cité grecque la plus à l'est de l'Asie mineure et située juste un peu à l'ouest de l'Eurymédon, Cimon bloquait la campagne perse avant même qu'elle n'ait commencé en privant les Perses de la première base navale qu'ils avaient besoin de contrôler. Prenant encore davantage d'initiative, Cimon emmena ensuite sa flotte directement à l'attaque de la flotte perse à Aspendos.

## Bataille
Le récit de la bataille le plus complet nous est donné par Plutarque, selon lequel les Perses avaient mis l'ancre à l'embouchure de l'Eurymédon en attendant l'arrivée de 80 navires phéniciens de Chypre. Cimon arriva avant ces renforts et la flotte perse, désireuse d'éviter l'affrontement, battit en retraite sur le fleuve. Toutefois, comme Cimon continuait à les poursuivre, les Perses finirent par accepter la bataille et, en dépit de leur supériorité numérique, leur ligne de bataille fut rapidement brisée. Les Perses échouèrent alors leurs navires sur la rive, les équipages cherchant la protection d'une armée perse qui stationnait non loin de là. Plusieurs navires perses ont sans doute été capturés ou détruits pendant la bataille mais il est probable que la grande majorité l'ont été alors qu'ils étaient déjà échoués à terre.
L'armée perse terrestre fit mouvement vers la flotte grecque, dont les vaisseaux s'étaient à leur tour mis à terre dans le but de capturer les navires perses. En dépit de la fatigue de ses troupes consécutive à la première bataille, Cimon, profitant de l'exaltation de la victoire, fit débarquer ses épibates (ἐπιϐάτης : infanterie de marine) et donna l'assaut sur l'armée qui venait à sa rencontre. Au début, la ligne perse réussit à contenir l'assaut mais, comme à la bataille du cap Mycale, les hoplites lourdement armés finirent par prouver leur supériorité et mirent en déroute les Perses et capturèrent leur campement.
Thucydide avance le nombre de 200 navires perses ayant été capturés ou détruits alors que Plutarque parle de 200 navires capturés en plus de ceux ayant été coulés. Aucune estimation n'est en revanche donnée sur les pertes subies par les deux camps en termes de troupes. Toujours d'après Plutarque, Cimon emmena ensuite sa flotte intercepter les 80 navires de renforts phéniciens que les Perses attendaient et, les prenant par surprise, détruisit ou captura entièrement cette flotte. Cependant, Thucydide ne fait aucune mention de cette action subsidiaire.

## Conséquences
La bataille de l'Eurymédon fut une victoire hautement significative pour la ligue de Délos car elle mit définitivement fin à la menace d'une autre invasion perse de la Grèce. Elle empêcha également les Perses de tenter de reconquérir les cités grecques d'Asie mineure au moins jusqu'en 451 av. J.-C., et conduisit plusieurs cités, particulièrement de Carie à rejoindre la ligue de Délos.
Néanmoins, en dépit de cette victoire, un statu quo s'installa entre la Perse et la ligue, les Grecs ne poussant pas plus loin leur avantage et les Perses adoptant une stratégie très défensive durant une quinzaine d'années. La flotte perse fut absente de la mer Égée jusqu'en 451 av. J.-C., laissant l'entière domination des côtes d'Asie mineure aux grecs. La campagne suivante de la ligue de Délos contre les Perses se déroula en 460 av. J.-C. quand les Athéniens décidèrent de soutenir une révolte dans la satrapie égyptienne de l'empire perse. Cette campagne dura six ans et se termina en désastre pour les Grecs.